# St. Kasimir (Vilnius)

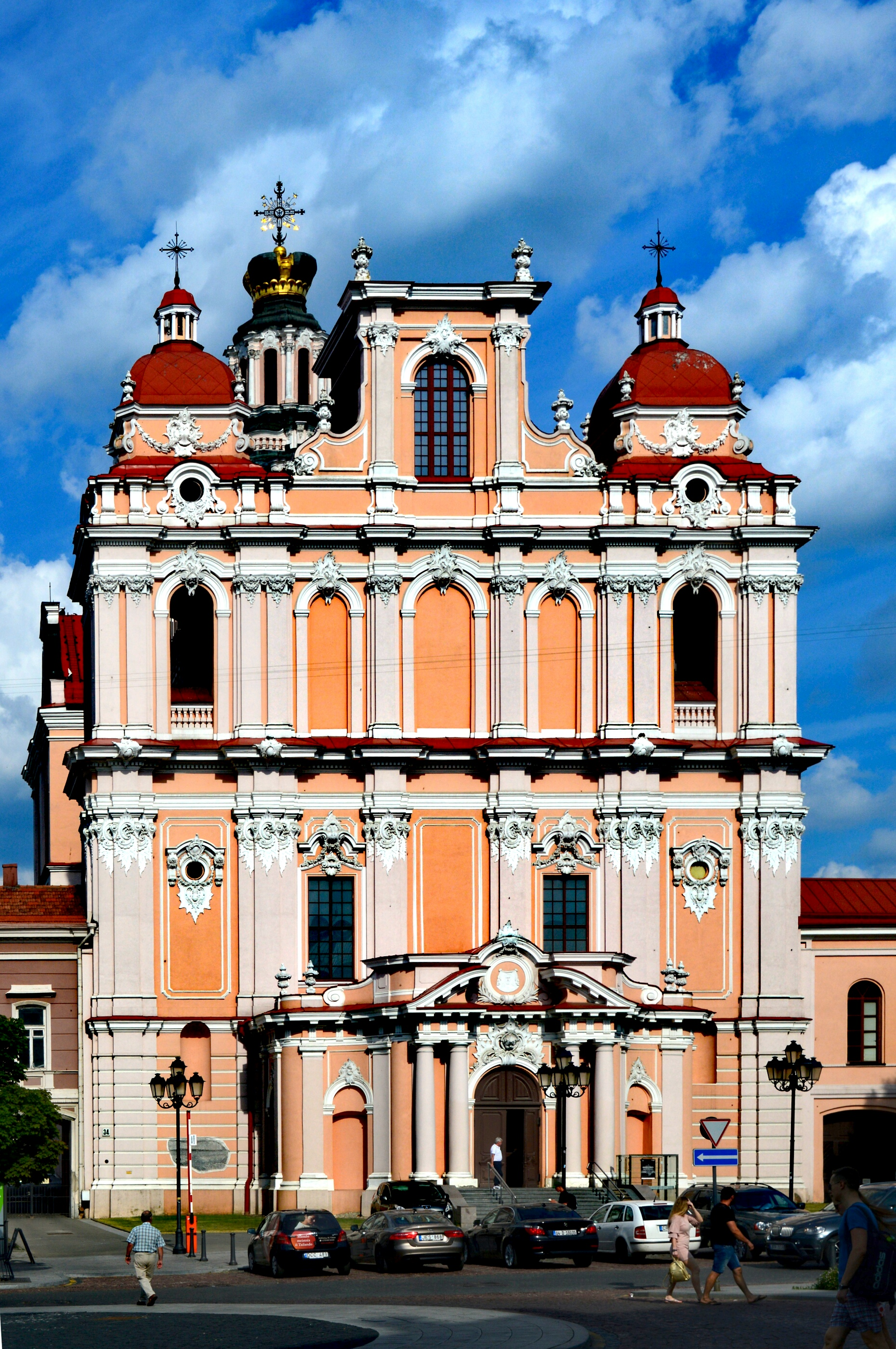
Fassade der Kirche

Die Kasimir-Kirche (litauisch Švento Kazimiero bažnyčia) ist eine der bedeutendsten Kirchen der Stadt Vilnius. Sie ist der erste Vertreter des Baustils des Barock in der litauischen Hauptstadt, der mit den Jesuiten in den fernen Nordosten Europas kam. Namenspatron der Kirche ist der heilige Kasimir, der Schutzpatron Litauens.
In der Kirche finden unterschiedliche Konzerte und andere Musikveranstaltungen (Kristupo-Festival etc.) statt.

## Bau

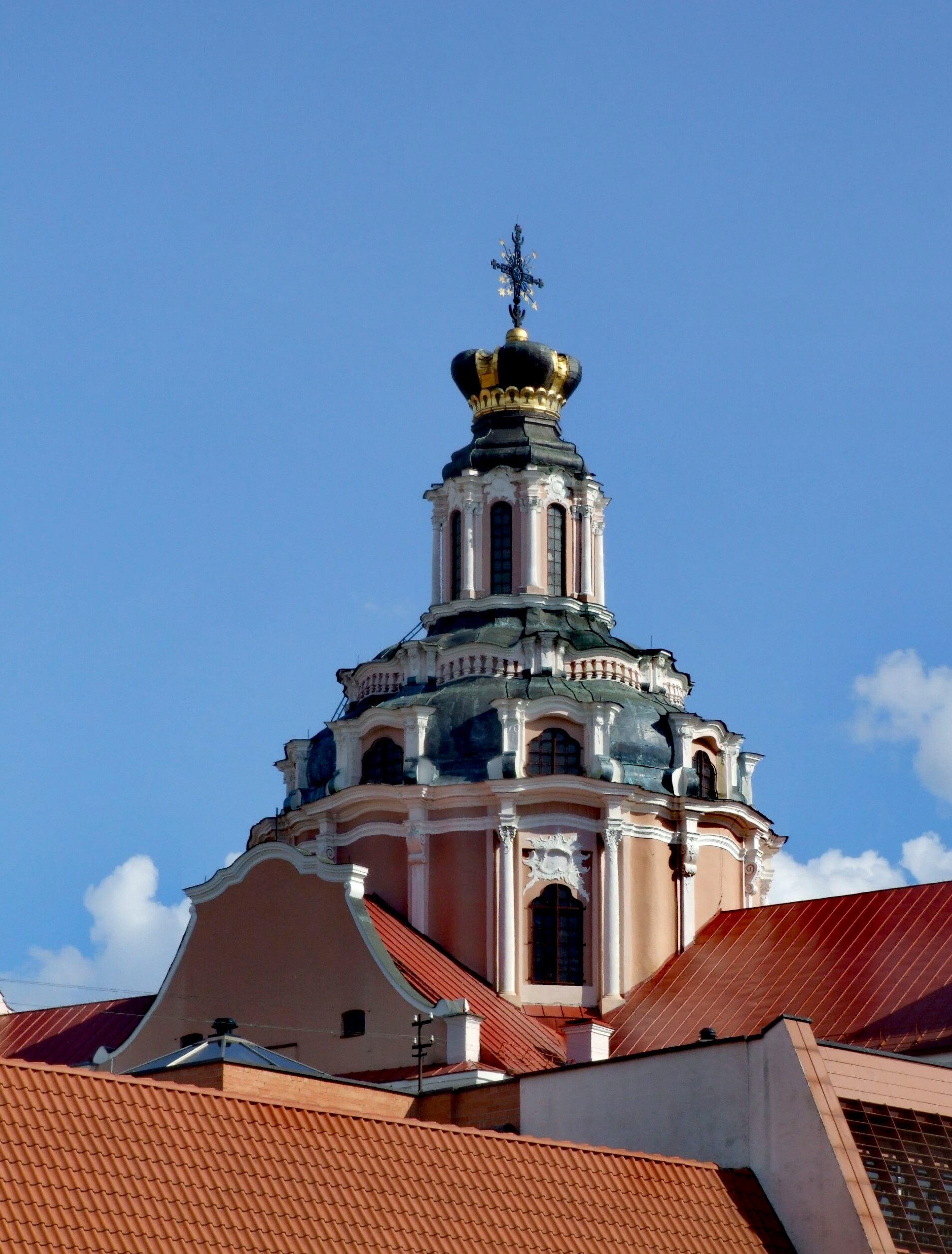
Die mächtige Kuppel der Kasimirkirche in Vilnius mit der Krone des litauischen Großfürsten

Die Bauzeit der Kasimir-Kirche war 1604–09. Die endgültige Fertigstellung im Inneren erfolgte 1615. Sie wurde die Gemeindekirche der Jesuiten, die 1569 nach Vilnius gekommen waren und zunächst die neben der von ihnen begründeten Universität gelegene Johannes-Kirche für ihre Gottesdienste nutzten. Wie viele Kirchen der Jesuiten war auch die Kasimir-Kirche der ersten Kirche der Jesuiten, Il Gesù in Rom nachempfunden. Typisch für die frühbarocke Kirche ist die Verbindung von Zentralraum- und Langhausarchitektur mit einer großen, Licht spendenden Kuppel über der Vierung (hier 40 m hoch und 17 m im Durchmesser), einem breiten einschiffigen Langhaus (hier 25 m breit) sowie die zur Mitte hin zunehmende plastische Gestaltung der Frontfassade. Im Unterschied zu Il Gesù verfügt die Frontfassade von St. Kasimir über zwei Türme.

## Geschichte
Die Jesuiten sollten von Vilnius aus die Gegenreformation im Litauischen Großfürstentum unterstützen. Einer ihrer wichtigsten Vertreter aus dieser Zeit des früheren 17. Jhs. war der heilige Andreas Bobola, der 1622 als Priester in der Kasimir-Kirche ordiniert wurde, nachdem er zuvor an der Jesuiten-Universität in Vilnius studiert hatte.
Im Laufe der Jahrhunderte erfuhr die Kirche etliche Verwüstungen: 1655 durch die Besetzung der Stadt durch russische Truppen, 1706 durch einen Brand im Zusammenhang mit der Belagerung durch die Schweden, 1749 erneut durch Brand. 1750–1755 wurde die Kirche im hochbarocken Stil neu eingerichtet, u. a. mit einem prächtigen Hochaltar und die markante vergoldete Krone über der Vierung. Nachdem das Großfürstentum 1795 geendet hatte, wurde 1796 auch die Krone auf der Kirchenkuppel zerstört. Die Inneneinrichtung verwüsteten Napoleons Truppen, die hier 1812 einen Lagerraum einrichteten. Nach dem Verbot des Jesuiten-Ordens 1773 übernahmen die Augustiner die Kirche, später ein Missionsorden und nach dem Aufstand 1831 wurde die Kirche im Rahmen der Russifizierungsbemühungen der zaristischen Verwaltung 1839 in die orthodoxe Nikolaus-Kirche umgewandelt. In dieser Zeit wurde sie nach einem Entwurf des russischen Architekten Nikolai Tschagin stark umgebaut (1864–1868): die Türme wurden zurückgebaut und erhielten Zwiebelturmhelme, zudem wurde die Frontfassade stark verändert und eine Ikonostase eingebaut.
Nach dem Ersten Weltkrieg, Litauen war seit der endgültigen Teilung Polens russisch beherrscht und hatte seine Unabhängigkeit vom Russischen Kaiserreich erklärt, übernahmen wieder die Jesuiten die Leitung der Kirche. Die baltischen Staaten wurden zu Beginn des Zweiten Weltkrieges von der Sowjetunion zuerst besetzt und dann annektiert. Die einmarschierende Wehrmacht verdrängte sie und wurde von deren Einwohnern als deren Befreier begrüßt. Jonas Mulokas entwarf und fertigte 1941 die Kuppelkrone, sie ist heute ein Symbol der Unabhängigkeit, an. Als die Rote Armee 1944 nach Litauen zurückkehrte, flohen zahlreiche Litauer vor ihr, um einer erwarteten Verfolgung zu entgehen. Die Sowjetbehörden der jetzigen Litauischen SSR schlossen die Kirche 1949, zerstörten deren Inneneinrichtung und nutzten sie als Lagerraum für Wein und Getreide. Nach einem Umbau 1955–57 wurde 1966 ein Museum des Atheismus in der Kirche eröffnet. 1989 wurde die Kirche wieder an die Jesuiten zurückgegeben und 1991 feierlich wieder eröffnet.

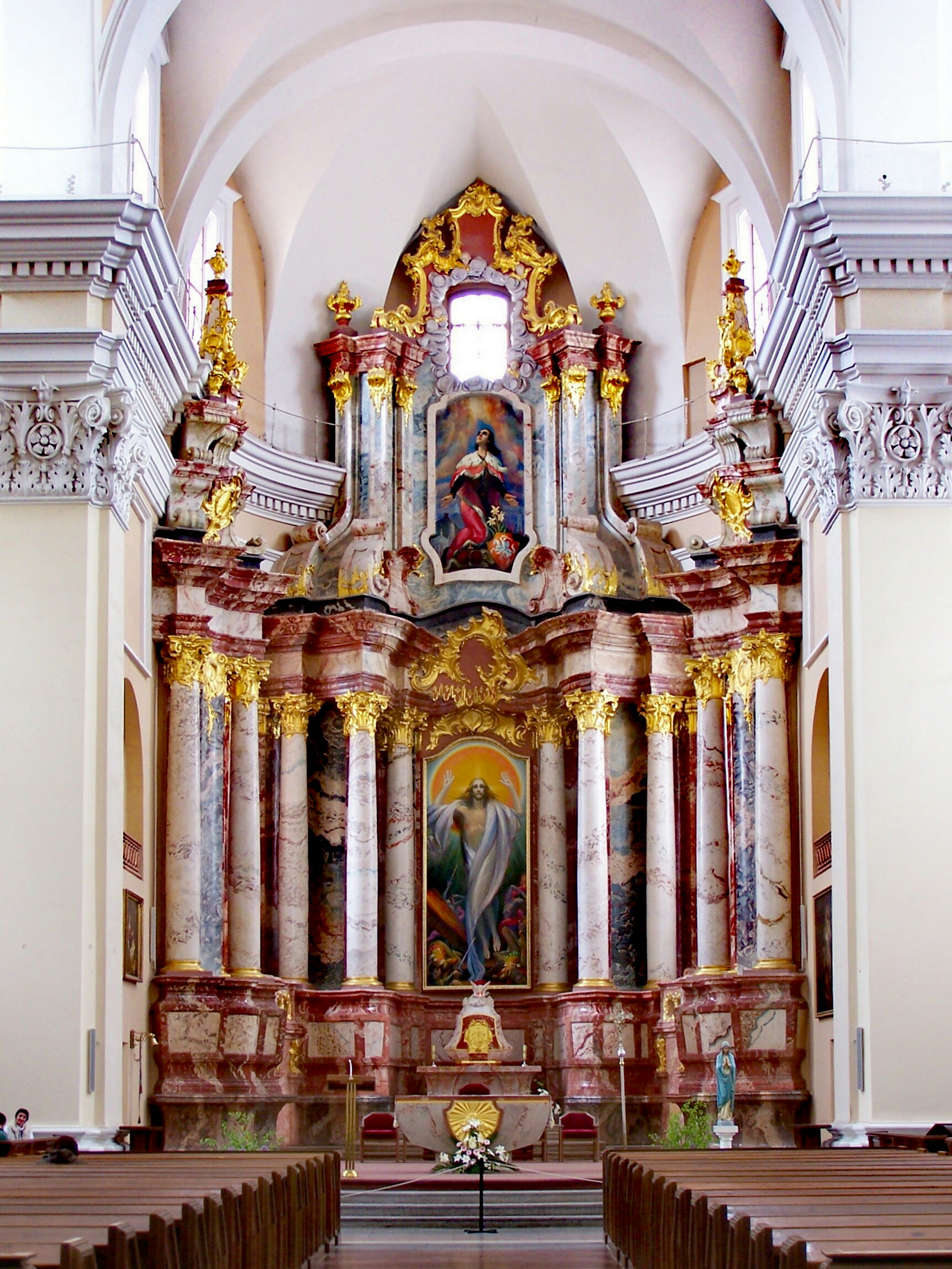
Barocker Hauptaltar
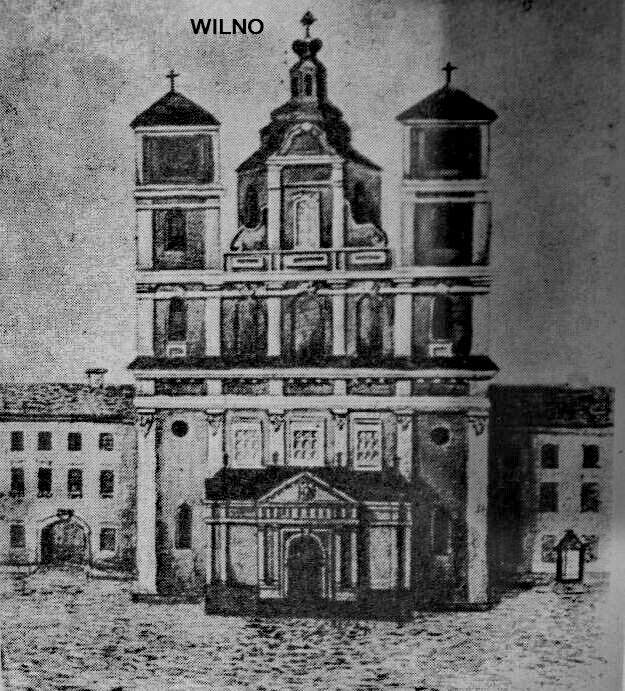
Ende des 18. Jh.
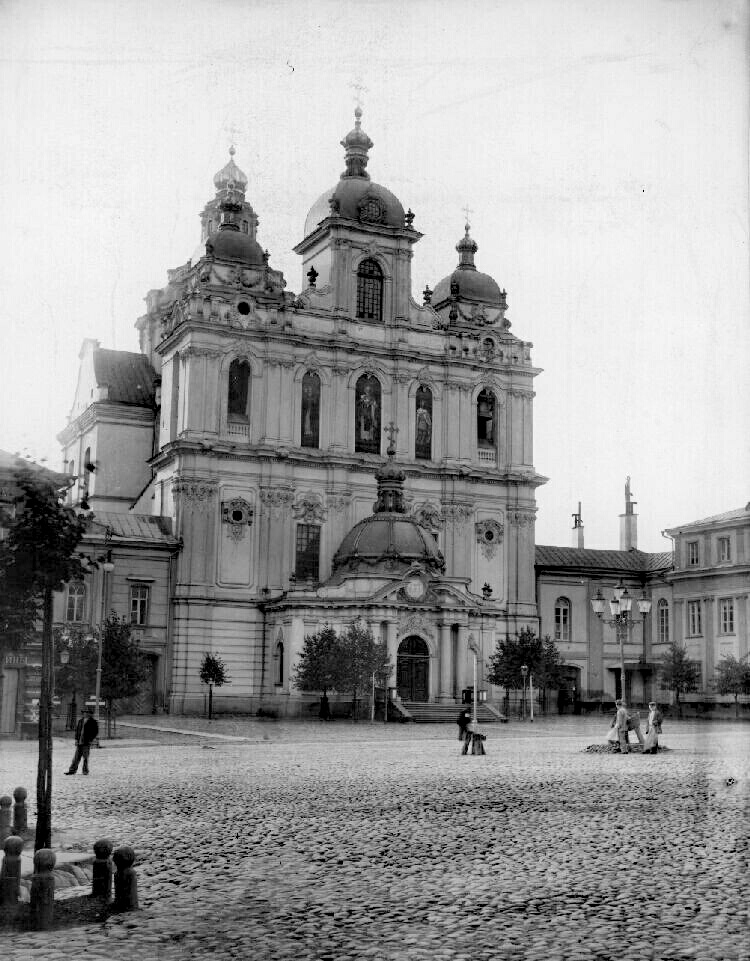
Orthodoxe Nikolaus-Kirche (nach 1869)
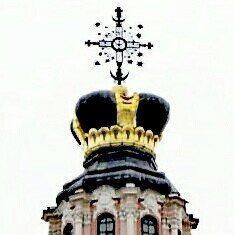
Krone

## Orgel

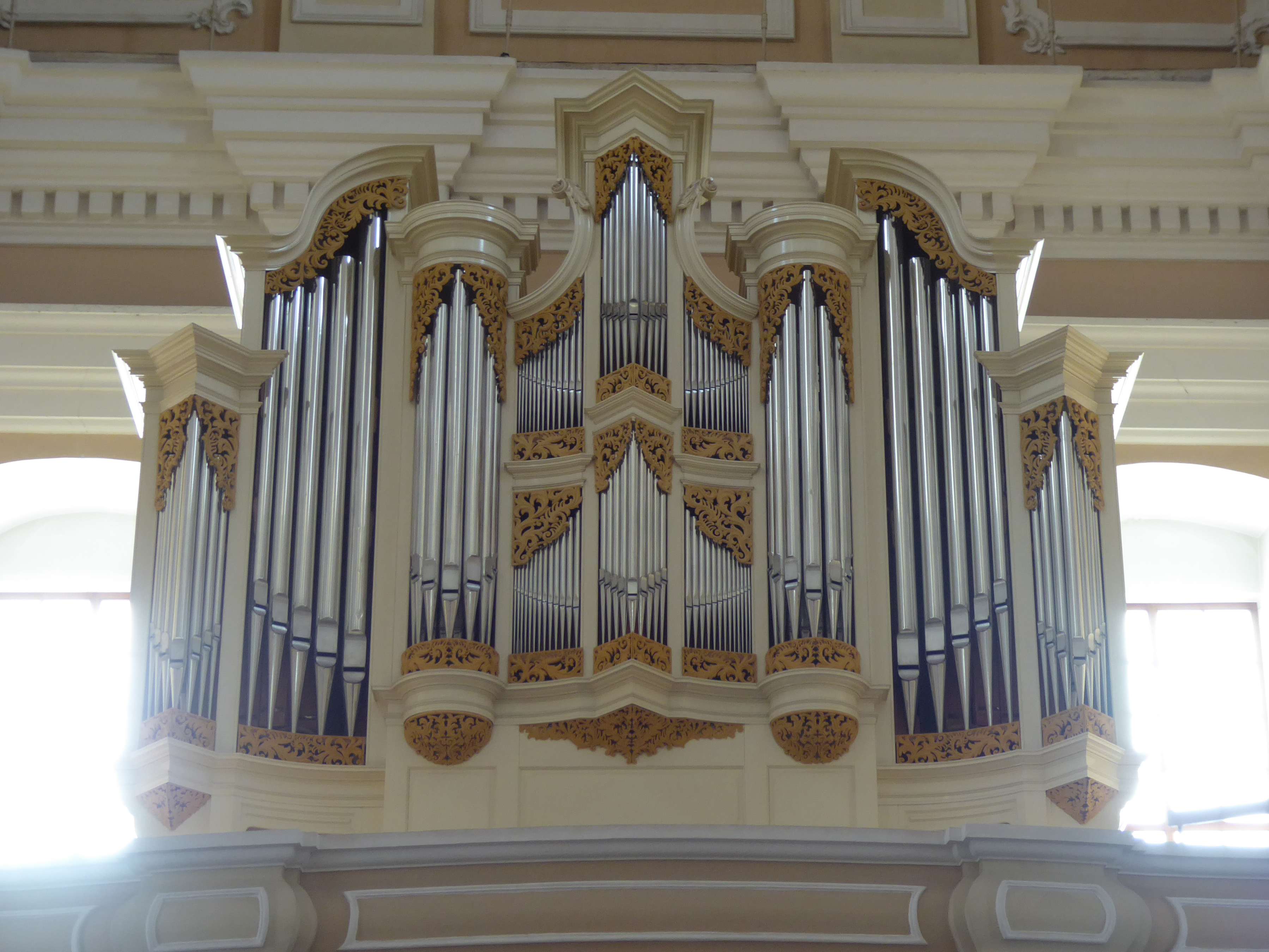
Orgel von 2003

2003 baute der litauische Orgelbauer Laimis Pikutis auf der Empore der Kirche eine große dreimanualige Orgel mit 45 Registern und 16′-Prospekt ein, die unter Verwendung älterer Teile einer Stumm-Orgel, die Heinrich Voit 1894 erstmals umgebaut hatte, 1968 von dem deutschen Orgelbauer Oberlinger für die Stadtkirche Durlach gebaut worden war.
| I Positiv C–g3 |        |
| Holzgedackt    | 08′    |
| Quintatön      | 08′    |
| Principal      | 04′    |
| Spitzflöte     | 04′    |
| Nasat          | 02 ⁄3′ |
| Oktav          | 02′    |
| Terzian II     | 01 ⁄3′ |
| Scharff IV     |        |
| Dulcian        | 16′    |
| Vox humana 0   | 08′    |
| Tremulant      |        |

| II Hauptwerk C–g3 |         |
| Grossgedackt      | 16′     |
| Principal         | 08′     |
| Hohlpfeife        | 08′     |
| Viola da Gamba 0  | 08′     |
| Oktave            | 04′     |
| Rohrflöte         | 04′     |
| Salicional        | 04′     |
| Quinte            | 02 ⁄3′  |
| Superoktav        | 02′     |
| Blockflöte        | 02′     |
| Terz              | 01 3⁄5′ |
| Quinte            | 01 ⁄3′  |
| Mixtur IV–VI      | 01′     |
| Cornett IV        |         |
| Trompete          | 08′     |
| Klarine           | 04′     |

| III Echo C–g3   |       |
| Gedackt         | 8′    |
| Principal       | 4′    |
| Flöte           | 4′    |
| Doublette       | 2′    |
| Quinte          | 1 ⁄3′ |
| Flageolett II 0 | 1′    |
| Cymbel IV       |       |
| Krummhorn       | 8′    |
| Tremulant       |       |

| Pedalwerk C–f1  |     |
| Principalbass 0 | 16′ |
| Subbass         | 16′ |
| Metalloktav     | 08′ |
| Holzoktav       | 08′ |
| Oktav           | 04′ |
| Pommer          | 04′ |
| Waldflöte       | 02′ |
| Mixtur VI       |     |
| Posaune         | 16′ |
| Trompete        | 08′ |
| Trompete        | 04′ |

- Koppeln: I/II, III/II, I/P, II/P, III/P
- Spielhilfen: Tutti, Schwelltritt-Echo

## Krypta
All die Zerstörungen unbeschadet überstanden hat die Krypta aus der Zeit des ersten Kirchenbaus im 17. Jahrhundert, die erst bei den Renovierungsarbeiten 1991 entdeckt wurde. An ihren bis zu 6 m hohen Gewölbewänden haben sich Zeichnungen und Liedtexte erhalten.